# Abdellah Kadiri
Pour les articles homonymes, voir Kadiri.
Abdellah Kadiri, né le 20 mai 1937 à Berrechid et mort le 24 septembre 2019 à Rabat, est un militaire et homme politique marocain. 
Il est cofondateur du Parti démocrate national (PND) en 1982 et son secrétaire général jusqu'à sa fusion avec le parti authenticité et modernité en 2008. C'est aussi un ancien colonel de l'armée marocaine.

## Carrière
Abdellah Kadiri est sorti major de la promotion 1956-1957 de L'École spéciale militaire de Saint-Cyr. Il rejoint les Forces armées royales (FAR) en 1956, il reprend son indépendance et quitte les FAR en 1973. Il aide Ahmed Osman, le beau-frère du roi Hassan II à créer le Rassemblement national des indépendants (RNI) avant de fonder son parti le PND en 1982 avec la bénédiction du roi et du ministre de l'Intérieur de l'époque Driss Basri. 
En 1990, il est nommé ministre du Tourisme du gouvernement d'Azzeddine Laraki. 
Il échoue en 2007 aux élections parlementaires dans sa région natale. 
En 2008, il accepte la fusion (ainsi que quatre autres partis) avec le Parti authenticité et modernité (PAM) de Fouad Ali el-Himma, mais cela débouchera sur une mésentente et un conflit. Il quitte le PAM mais son parti sera avalé. Il sera poursuivi par la suite pour diffamation par Fouad Ali el-Himma. Le 3 mai 2009, Kadiri fonde une nouvelle formation appelée le Parti démocrate national (PDN). Le 12 juin 2009, il est élu aux élections communales à Berrechid.
Abdellah Kadiri meurt le 24 septembre 2019 à Rabat.

### Coup d'État de Skhirat
Abdellah Kadiri ne fait pas partie des responsables du coup d'État mais a purgé cinq mois de prison et a évité de justesse le peloton d'exécution grâce au général Oufkir qui est intervenu auprès du roi Hassan II. 
Lors d'une interview accordée au magazine marocain TelQuel en 2009, il répond : « Le 10 juillet 1971, le lieutenant-colonel M'hamed Ababou m'a invité, avec un groupe d’officiers, à déjeuner avec lui dans la région de Bouknadel, point de ralliement des cadets d'Ahermoumou. Il nous a alors informés de son projet d'attaquer le palais royal de Skhirat. Au début, j'ai cru que c'était une farce ou un piège tendu par mes supérieurs. Mais j'ai très vite réalisé que c'était sérieux. Comme tout le monde le sait, j'ai bien sûr refusé de suivre Ababou. Si je me suis engagé dans l'armée, c'était pour servir la monarchie et non la renverser. ».